# Лаонома
Лаонома (др.-греч. Λαονόμη) — имя нескольких персонажей древнегреческой мифологии и литературы:
- дочь фессалийского героя Гунея, жена Алкея Персеида[1][2][3];
- дочь Амфитриона и Алкмены, сестра Геракла, жена Евфема[4];
- жена Годедока, мать Каллиара, эпонима одноимённого города в Локриде[5].